# Wolfgang Capito
Wolfgang Capito eller Köpfel (født 1478, død 4. november 1541) var en tysk reformator.
1512 blev han præst i Brucksal, 1515 præst og professor i Basel og trådte der i forbindelse med Erasmus' kreds; snart vekslede han også breve med Luther. Som kansler hos Albrecht af Mainz svingede han mellem gammelt og nyt, men efter at han 1523 havde overtaget Sct. Thomas' Provsti i Strassburg, blev han sammen med Bucer leder af reformationen i denne by. Han udgav en katekisme og digtede flere tyske salmer.